# Oude Raadhuis van Görlitz
Het Oude Raadhuis van Görlitz (Duits: Altes Rathaus) is een stadhuis aan de Untermarkt in de Duitse stad Görlitz.
Naast het stadhuis staat de Neptunusfontein. De trap bij de hoofdingang stamt uit de Renaissance. Op deze trap staat een beeld van Vrouwe Justitia en is het wapenschild van de Hongaarse koning Matthias Corvinus te vinden, ter herinnering aan het feit dat Görlitz en de Opper-Lausitz aan het einde van de 15e eeuw enkele jaren deel uitmaakten van het Koninkrijk Hongarije.
De Stadhuistoren van Görlitz is voorzien van verschillende uurwerken: boven in de toren wordt de tijd aangegeven, daaronder zijn twee wijzerplaten. De bovenste van deze twee is een astronomisch uurwerk dat de stand van de maan aangeeft, daaronder wordt de tijd gegeven. Op het onderste uurwerk staat het jaartal 1584.

## Afbeeldingen

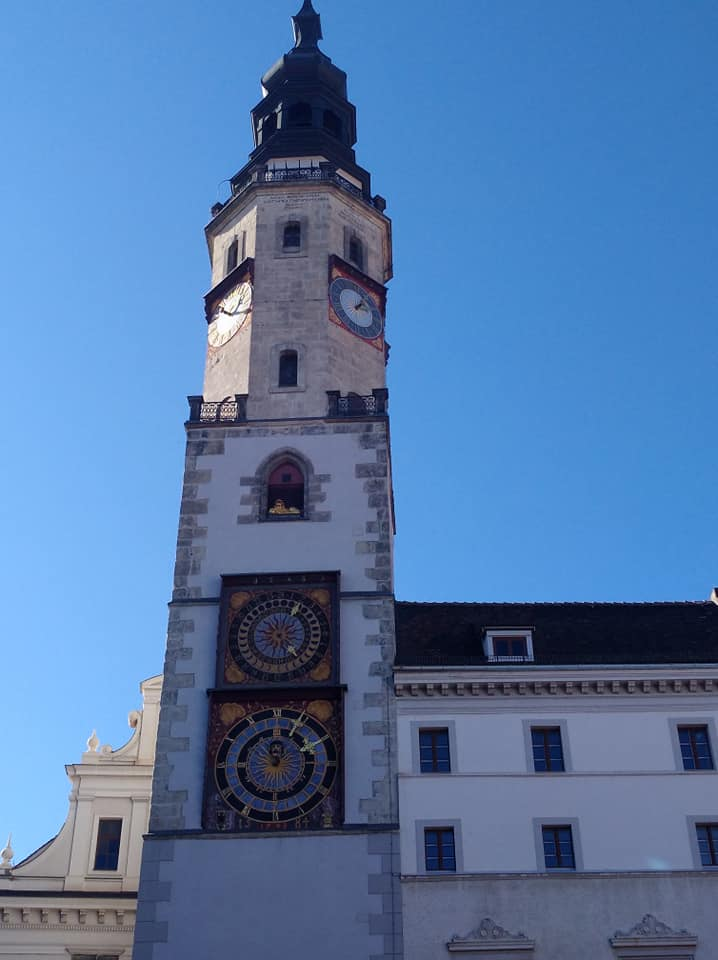
Klokkentoren met uurwerken
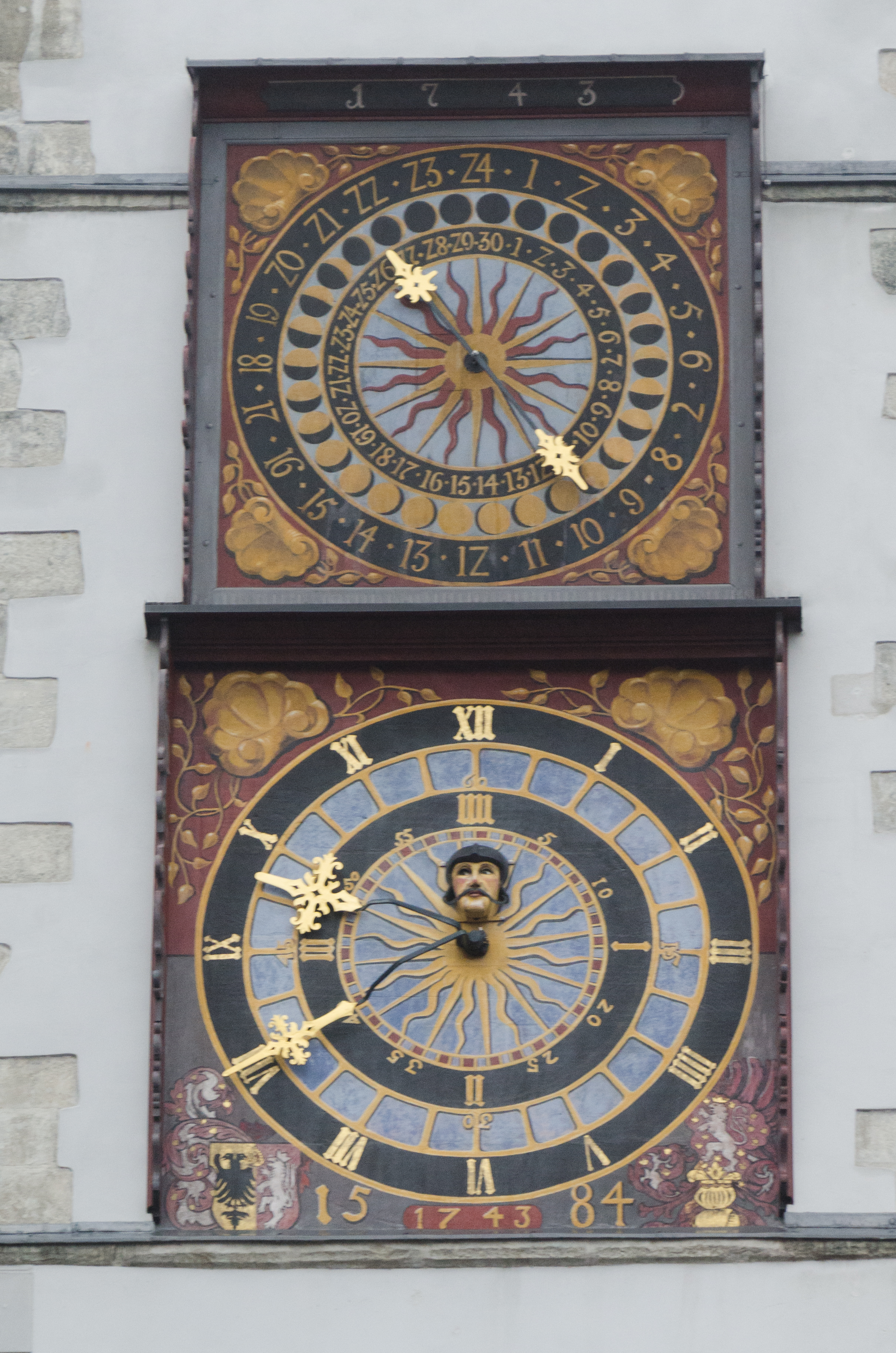
Detail toren: uurwerken met aanduiding van maanstand en tijd
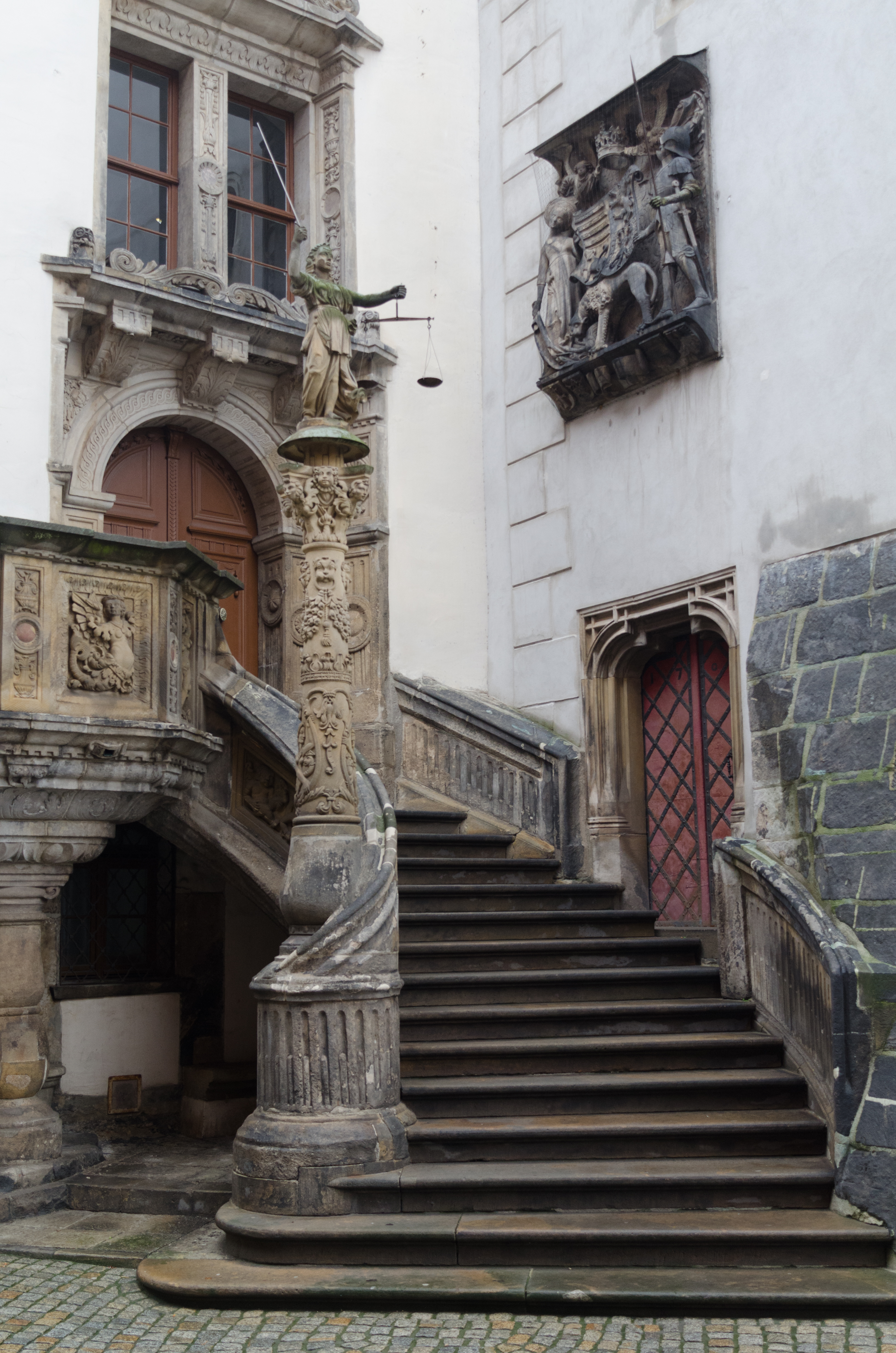
Trap met Vrouwe Justitia
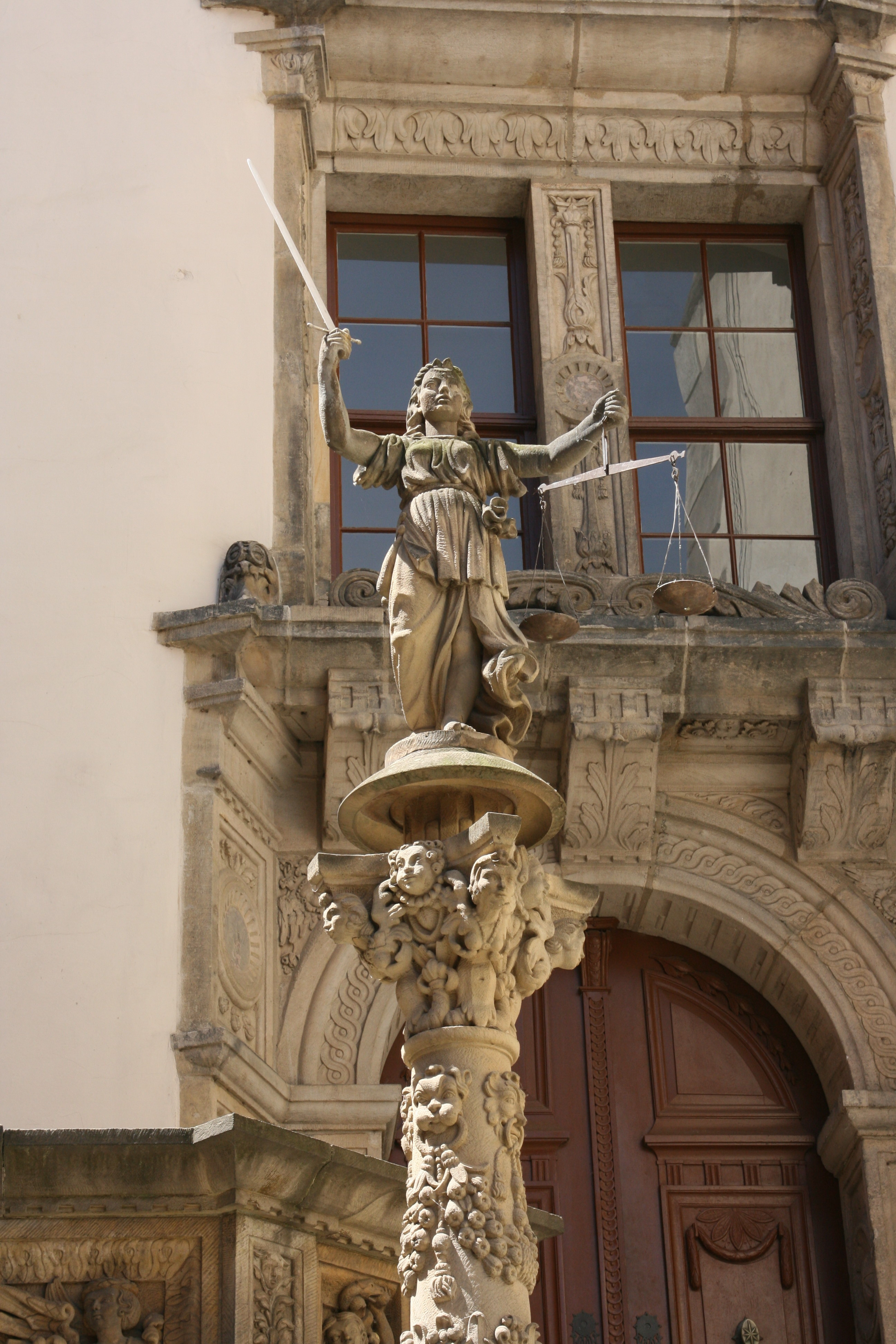
Detail trap: Vrouwe Justitia